# Eric Gillette
Eric Gillette é um multi-instrumentista estadunidense. Ele toca guitarra, teclado e canta na The Neal Morse Band, e atua também como artista solo e músico estúdio. Embora seja basicamente um guitarrista, ele costuma tocar teclado e bateria como parte de seu trabalho profissional.

## Carreira
Eric começou a ter aulas de piano quando criança e aprendeu a tocar violão quando adolescente. Seu pai e sua tia lhe ensinaram acordes, e ele passou um tempo tocando com a banda de bluegrass de sua tia. Em 2010, ele começou a tocar guitarra e fornecer vocais de apoio para The Swon Brothers, três anos antes da participação deles no The Voice.
As influências musicais da Gillette incluem Steve Vai, Joe Satriani, John Petrucci e Eric Johnson.
Em abril de 2012, Gillette fez um teste para tocar guitarra, teclado e cantar na The Neal Morse Band. Depois de ganhar uma das duas vagas de guitarra da banda, ele atuou como vocalista convidado no álbum de Neal, Momentum, de 2012, e tocou na turnê mundial desse álbum. Eric contribuiu com guitarras, vocais e composições para o primeiro álbum da The Neal Morse Band, The Grand Experiment, em 2015, e em seu segundo, The Similitude of a Dream de 2016. Esse álbum foi premiado como Álbum do Ano 2016 pelo The Prog Report, que elogiou "os talentos do virtuoso da guitarra Eric Gillette."
Gillette tem atuado como artista solo também. Em 2013, ele lançou seu primeiro álbum solo, Afterthought, tocando todos os instrumentos com participações especiais de Randy George e Bill Hubauer no baixo e sintetizadores, respectivamente. Seu segundo álbum solo, The Great Unknown, foi lançado em maio de 2016 e inclui o baterista Thomas Lang e os membros da banda Haken Conner Green e Diego Tejeida no baixo e nos teclados.
Em 2017, Eric foi convidado pelo baterista e colega da The Neal Morse Band Mike Portnoy para ser o guitarrista solo de sua série de shows "Shattered Fortress", que incluiu as primeiras apresentações completas ao vivo da suíte Twelve-step do Dream Theater. Ele também se juntou a Mike para uma série de shows do Liquid Tension Experiment, apresentando-se na guitarra com Diego Tejeida do Haken nos teclados.

## Discografia

### Solo
- Afterthought (2013)
- The Great Unknown (2016)

### Com Neal Morse
- Momentum (2012) - vocais adicionais em "Thoughts Part 5"
- Live Momentum (2013) - voz, guitarra elétrica, teclados
- Morsefest 2014 (2015) - voz, guitarra elétrica
- Jesus Christ The Exorcist: A Progressive Rock Musical (2019) - bateria, guitarra elétrica

### Com The Neal Morse Band
- The Grand Experiment (2015) - vocais, guitarra elétrica, composição
- The Similitude of a Dream (2016) - vocais, guitarra elétrica, composição
- Morsefest 2015 (2017) - vocais, guitarra elétrica
- The Great Adventure (2019) - vocais, guitarra elétrica, composição
- Innocence & Danger (2021) - vocais, guitarra elétrica, composição

### Com The Swon Brothers
- The Swon Brothers (2014) - guitarra